# Aïn Tarek
 (août 2020).
Le contenu est difficilement compréhensible vu les erreurs de traduction, qui sont peut-être dues à l'utilisation d'un logiciel de traduction automatique.
Aïn Tarek est une commune de la wilaya de Relizane dans la région du Ouarsenis en Algérie.

## Géographie

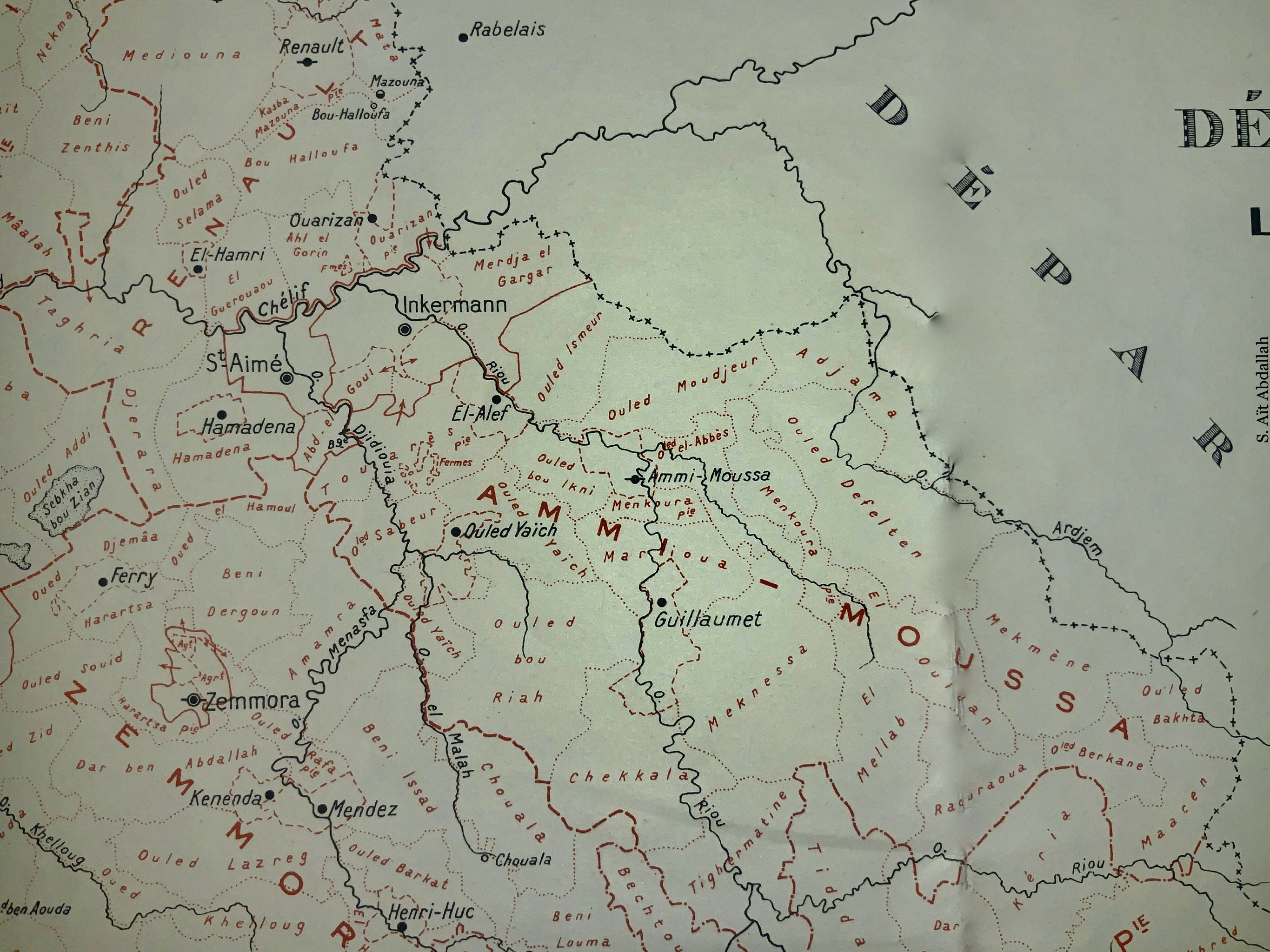
Localisation d'Ain Tarek (ex-Guillaumet) avec les Aarchs environnants durant l'epoque coloniale (en 1940)

Aïn Tarek est situé à 34 km au sud de la commune de Oued Rhiou sur la route nationale 90 et à 51 km à l'est de la ville de Relizane.

## Histoire
La population de cette région est berbère , ayant conservé des mœurs et des institutions très anciennes, et qui compte en son sein plusieurs fractions. Ces fractions dépendent administrativement de plusieurs communes relevant de plusieurs wilayas (Relizane – Tissemsilt – Tiaret).

### Époque coloniale française
Occupé par les colons Français en 1840 pour commander la vallée de l'Oued Rhiou et protéger la plaine du Bas-Chelif, ce lieu a une certaine importance stratégique. Les Beni-Ouragh de la région ont prêté allégeance à l’Émir Abdelkader ; ils résistèrent à l'armée française et prennent une part active à la révolte.
La région est incorporée dans la commune mixte d'Ammi Moussa créée en 1880 et les premiers colons européens s'installèrent. Au début du XXe siècle, ces colons édifièrent quelques maisons et lui donnèrent le nom de Guillaumet en l'honneur du peintre et orientaliste Gustave Guillaumet.

### Époque de l'Algérie indépendante
Le territoire de la commune était au carrefour des territoires de trois tribus: les Meknassas, les Merioua et les Chkala. En 1963, il fut renommé Merioua du nom de la tribu la plus plus proche; puis en 1968, Ain El Hammam du nom d'une source d'eau proche.
En 1972, on lui donna le nom de Aïn Tarek en l'honneur du militant indépendantiste : Abd al-Rāḥmān Kerzāzī (connu sous le nom de guerre: Sī Tārek), mort au combat durant la Guerre d'Algérie, le 19 MAI 1959.
Lors du découpage administratif de 1984, le territoire d'Ain Tarek est amputé de Had Echkalla qui accède au rang de commune.